# Huehuecoyotla
Huehuecoyotla är en ort i Mexiko.   Den ligger i kommunen Quechultenango och delstaten Guerrero, i den södra delen av landet, 220 km söder om huvudstaden Mexico City. Huehuecoyotla ligger 1 852 meter över havet och antalet invånare är 451.
Terrängen runt Huehuecoyotla är kuperad norrut, men söderut är den bergig. Huehuecoyotla ligger uppe på en höjd. Runt Huehuecoyotla är det glesbefolkat, med 20 invånare per kvadratkilometer. Närmaste större samhälle är Chilapa de Alvarez, 15,4 km nordost om Huehuecoyotla. I omgivningarna runt Huehuecoyotla växer huvudsakligen savannskog.